# Pseudovespicula dracaena
Pseudovespicula dracaena ist eine kleine Knochenfischart aus der Unterfamilie der Stirnflosser (Tetraroginae), der im westlichen Indischen Ozean vorkommt und dort küstennah vor allem auf Sandböden und in Buchten lebt.

## Merkmale
Pseudovespicula dracaena erreicht eine Länge von 7,5 cm und ist unbeschuppt. Die Standardlänge liegt beim 2,45- bis 3,1fachen der maximalen Körperhöhe. Er ist hellbraun gefärbt und mit unregelmäßigen dunkelbraunen Flecken gemustert. Breite dunkle Streifen verlaufen unterhalb der Augen sowie vom Beginn der Rückenflosse zu den Augen. Die Rückenflosse ist hell und zeigt in der Mitte, in den meisten Fällen zwischen dem sechsten und neunten Flossenstrahl, einen braunen Fleck. Weiter hinten finden sich weitere unregelmäßige braune Flecke. Die Schwanzflosse ist weiß und mit wenig auffälligen kleinen, dunklen Punkten gemustert. Das Lacrimale trägt zwei Stacheln, einen kurzen, ventral gelegenen und vorne einen langen der bis unter die Augenmitte reicht. Das Präoperculum hat zwei Stacheln, einen langen und einen kurzen stumpfen. Die Rückenflosse beginnt direkt oberhalb der Augen. Sie wird von zwölf Stacheln und sieben Weichstrahlen gestützt. Der dritte und der vierte Stachel stehen weit auseinander und die Membran dazwischen ist deutlich eingebuchtet. Die Afterflosse hat drei Stacheln und fünf bis sechs Weichstrahlen. Die Brustflossen sind lang, reichen aber nicht bis zum Hinterende der Afterflosse. Ihre kürzeren unteren Flossenstrahlen sind mit dem Rest der Flosse verbunden. Die Schwanzflosse ist leicht abgerundet. Wie alle Stirnflosser hat Pseudovespicula dracaena giftige Flossenstrahlen.

## Systematik
Die Fischart wurde im Jahr 1829 durch den französischen Zoologen und Paläontologen Georges Cuvier unter der Bezeichnung Apistus dracaena erstmals wissenschaftlich beschrieben. Der amerikanische Ichthyologe John Ernest Randall ordnete die Art im Jahr 1995 der Gattung Vespicula zu und im Jahr 2001 führte Mandrytsa in seiner Dissertation über das Seitenliniensystem der Drachenkopfverwandten die Gattung Pseudovespicula für die Art ein, die bis heute monotypisch geblieben ist.

## Belege
1. ↑  Pseudovespicula dracaena auf Fishbase.org (englisch)
2. ↑  K. E. Carpenter, Friedhelm Krupp, D.A. Jones, Uwe Zajonz: FAO Species Identification Guide for Fishery Purposes. The Living Marine Resources of Kuwait, Eastern Saudi Arabia, Bahrain, Qatar, and the United Arab Emirates. Januar 1997, FAO, Rom, Italy,  Seite 138.
3. ↑  Randall, J. E. (1995): Coastal fishes of Oman. Crawford House Publishing Pty Ltd, Bathurst, Australia. i-xvi + 1-439.
4. ↑  Mandrytsa, S. A. (2001): Lateral line system and classification of scorpaenoid fishes (Scorpaeniformes: Scorpaenoidei). Ph.D. dissertation, Perm University. 1-393.